# Slant Magazine
Slant Magazine — англомовний електронний журнал розважальної тематики, який базується в Нью-Йорку та публікує огляди фільмів, театральних постановок, фільмів, відеоігор та музичних релізів, а також інтерв'ю з їх творцями.
Сайт виник 2001 року. У 2010 р. поглинув популярний блог новин та рецензій про кіно, The House Next Door [Архівовано 12 січня 2013 у Wayback Machine.].